# Vitalianus (Byzantijns generaal)
Vitalianus (Latijn Flavius Vitalianus; Oudgrieks Βιταλιανός) (gestorven in 520) was een Oost-Romeinse (Byzantijnse) generaal. 
Hij rebelleerde in 513 tegen keizer Anastasius I. Hij won een groot deel van het leger en de bevolking van Thracië voor zich. Opeenvolgende toenaderingen met Anastasius mislukten en de opstand ging door tot hij uiteindelijk in 515 werd verslagen. Vitalianus hield zich verborgen tot de dood van Anastasius in 518. Aangezien hij een fervent aanhanger was van de Chalcedonische leer, werd hem vergiffenis geschonken door de nieuwe keizer Justinus I. 
Hij was betrokken bij de onderhandelingen met de paus om een einde te maken aan het Acaciaanse schisma. Hij werd voor het jaar 520 tot consul benoemd. 
Kort daarna werd hij vermoord, waarschijnlijk in opdracht van de neef en toekomstige opvolger van de keizer, Justinianus.

## Biografie

### Afkomst en familie
Vitalianus werd geboren in Zaldapa in Neder-Moesië (meestal geïdentificeerd met het moderne Abrit in het huidige noordoosten van Bulgarije). Hij wordt in de bronnen een "Goot" of een "Scyth" genoemd. Vitalianus' moeder was echter een zuster van Macedonius II, van 496 tot 511 patriarch van Constantinopel. Dit wijst op een gemengd huwelijk en een waarschijnlijk barbaarse afkomst van zijn vader Patriciolus.